# 赤ちょうちん (曲)
「赤ちょうちん」（あかちょうちん）は、かぐや姫の6枚目のシングルで、「神田川」に続く“四畳半三部作”の第2弾。同年3月発売のアルバム『三階建の詩』に収録された。

## 概要
オリコン年間チャート32位。累計売上は70万枚。
南こうせつは「なごり雪」をシングルにしたかったが、「赤ちょうちん」が映画化されたため、「赤ちょうちん」をシングルにしたと語っている。
当時、日本でシングルレコードの価格は一般的に1枚500円であったが、本シングルは初めて1枚600円で発売された。南は、商業主義に自分達の音楽が汚されつつあると感じ、かぐや姫解散を早めたと語っている。
1974年、秋吉久美子の主演により、映画化された。

## 収録曲
1. 赤ちょうちん （3:55）
作詞:喜多条忠 作曲:南こうせつ 編曲:石川鷹彦
2. この季節が変われば
作詞:伊勢正三 作曲:山田つぐと 編曲:木田高介

## カバー
赤ちょうちん
- 伊藤秀志 - 「赤ちょうちん ZuZuバージョン」としてカバー。2003年発売のアルバム『御訛り』に収録。
- 森昌子 - 2007年発売のアルバム「あのころ」に収録。